# Masdevallia lilianae
Masdevallia lilianae är en orkidéart som beskrevs av Carlyle August Luer. Masdevallia lilianae ingår i släktet Masdevallia och familjen orkidéer. Inga underarter finns listade i Catalogue of Life.